# Robert Swindells
Robert Swindells (20 maart 1939) is een van de bekendste en meest bekroonde jeugdauteurs van het Verenigd Koninkrijk.
Het Davidsfonds/Infodok publiceerde van hem onder meer De ongelovige en Als de bom barst.